# Laaer Wald
Laaer Wald ist eine Straße im 10. Wiener Gemeindebezirk Favoriten, die 1990 nach dem gleichnamigen Wäldchen benannt wurde.

## Verlauf und Charakteristik

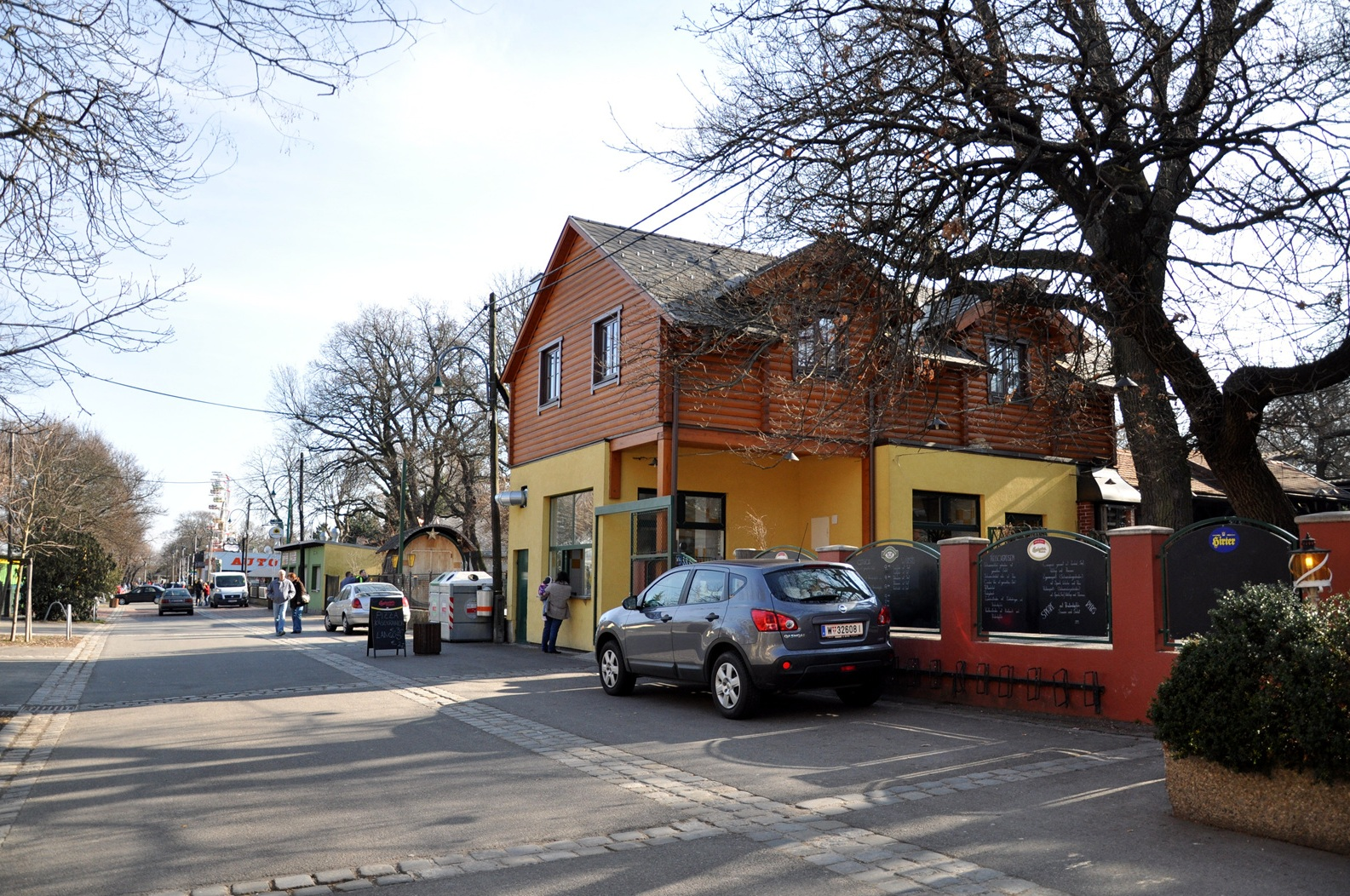
Laaer Wald im Böhmischen Prater

Die ruhige Straße setzt die Puchsbaumgasse, die bei einer ehemaligen Industriebahn von der Ostbahn zur Ankerbrotfabrik endet, Richtung Südosten fort, unterquert die Autobahn Südosttangente Wien, führt auf die Höhe des Laaer Berges durch Kleingartenanlagen hinauf und verläuft weiter durch den Böhmischen Prater zum Otto-Geißler-Platz, einem zwischen Schrebergärten gelegenen Park- und Umkehrplatz. Hier befindet sich einer der Zugänge zum Erholungs- und Naturschutzgebiet Laaer Wald, das im Westen bis zur Laaer-Berg-Straße reicht.

## Bemerkenswertes

### Pietà
An der Ecke Laaer Wald/Urselbrunnengasse befindet sich eine gemauerte Kapelle aus der Zeit um 1906. Sie ist weiß, hat ein Satteldach mit zweiarmigem Kleeblattendenkreuz und in der Rundbogennische steht hinter einem Eisengitter die Figur der Gottesmutter Maria mit dem Leichnam Christi auf dem Schoß (Pietà).

### Anna-Kapelle
Hinter dem Böhmischen Prater steht die hölzerne St. Anna-Kapelle, die 1916 (laut Dehio) oder 1923 errichtet wurde. Sie besitzt einen Dachreiter und nördlich anschließend einen Sakristeianbau. In dem Saalraum mit Holzdecke befinden sich Bilder der Anna selbdritt und der Geburt Christi vom Anfang des 20. Jahrhunderts. An der Außenseite steht ein Steinrelief mit der Darstellung des hl. Hubertus. 1982 haben Mitarbeiter des Wiener Forstamtes das verwahrloste Gebäude renoviert.

### Böhmischer Prater
Zwischen 1880 und 1890 entstand dieses kleine Vergnügungsviertel, das sich zu beiden Seiten der Laaer-Wald-Straße erstreckt. Seinen Namen verdankt es den auf dem Laaer Berg arbeitenden Ziegelarbeitern aus Böhmen und Mähren, die in den ersten Jahren das hauptsächliche Publikum des Böhmischen Praters bildeten. Neben Gastronomiebetrieben wie dem Werkelmann besteht der Böhmische Prater aus Ringelspielen, Schaukeln, einer Raupenbahn, einem Riesenrad und diversen anderen Schausteller-Etablissements. Im Tivoli finden diverse Musikdarbietungen statt.

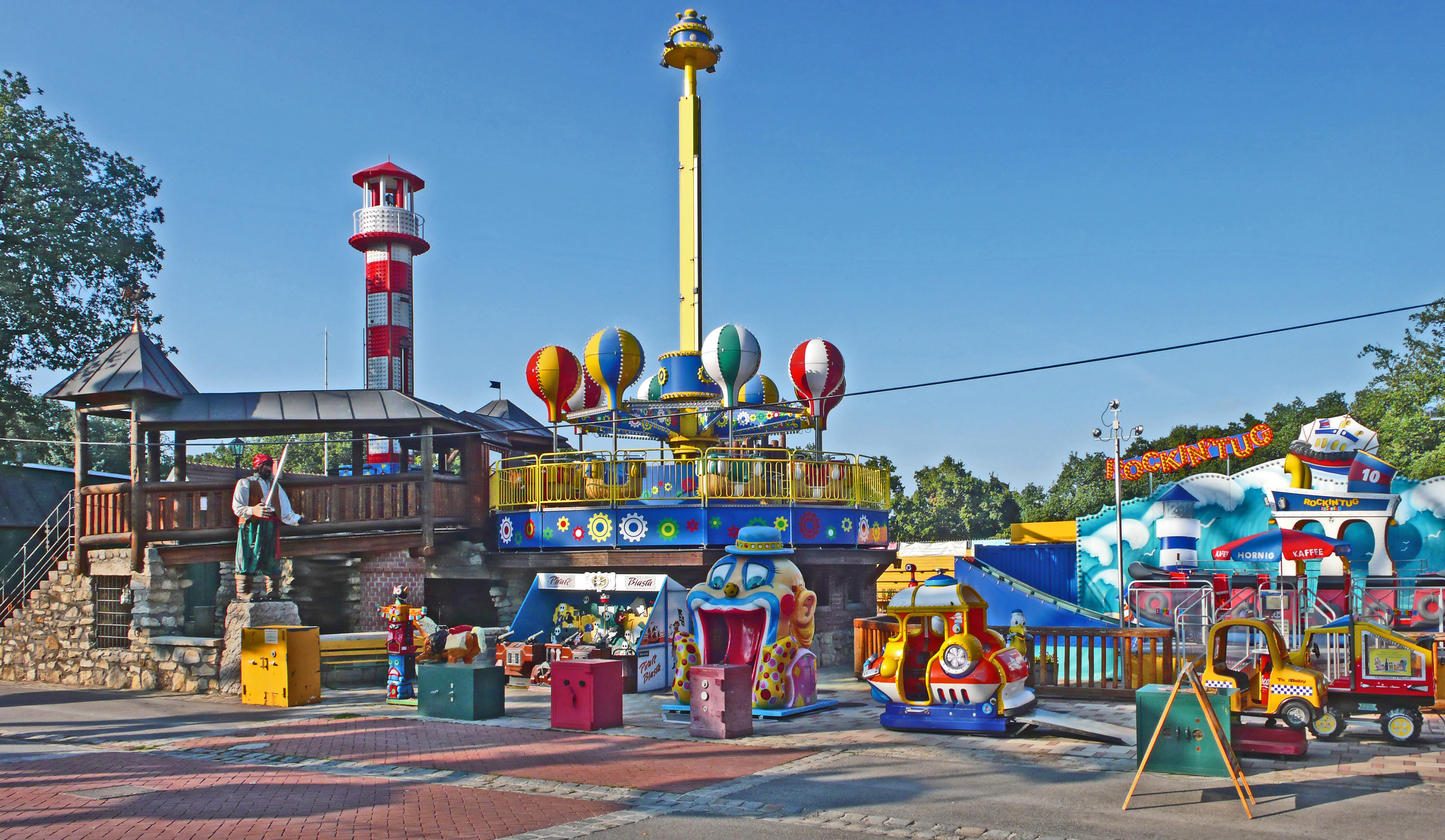
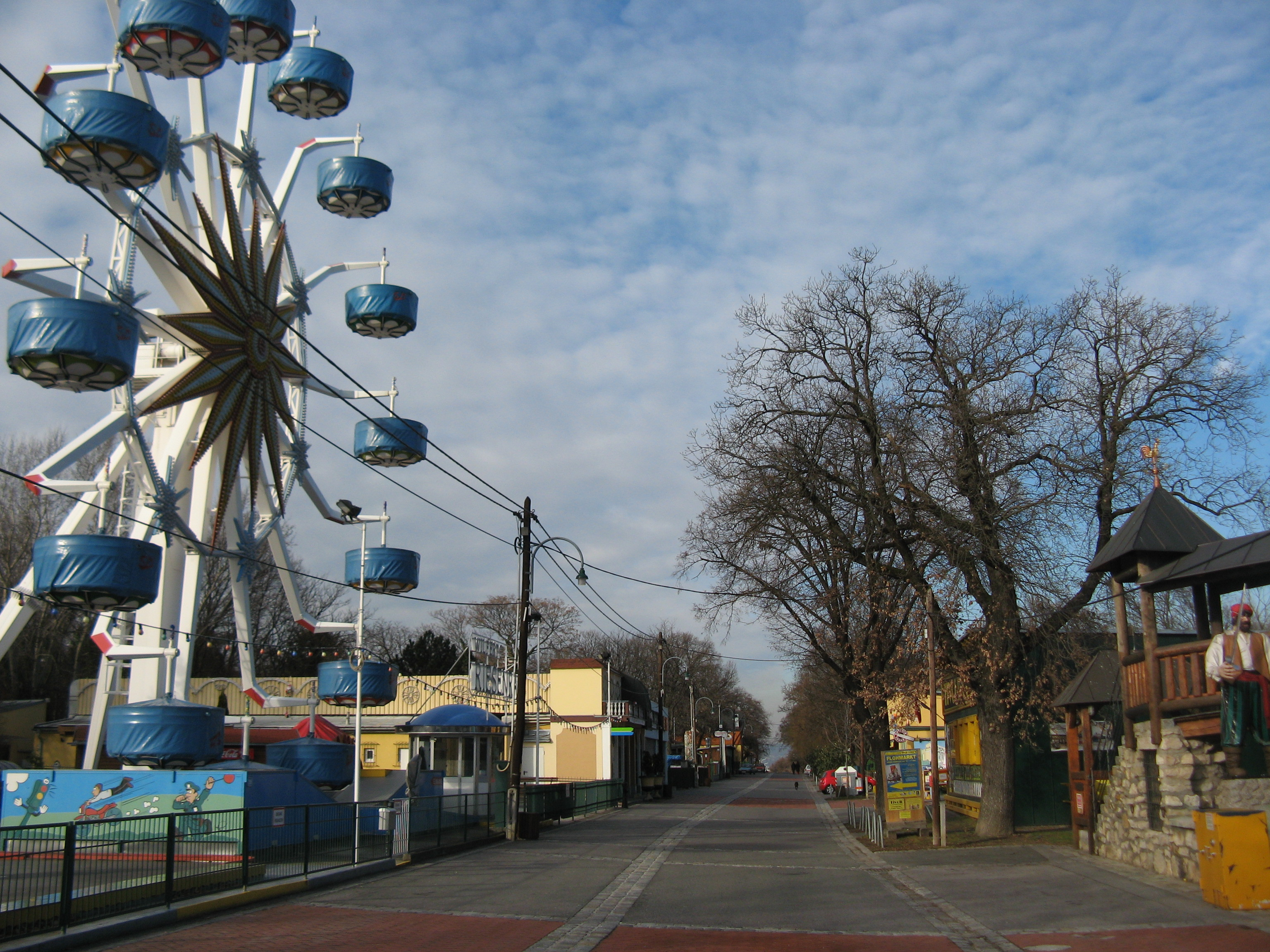
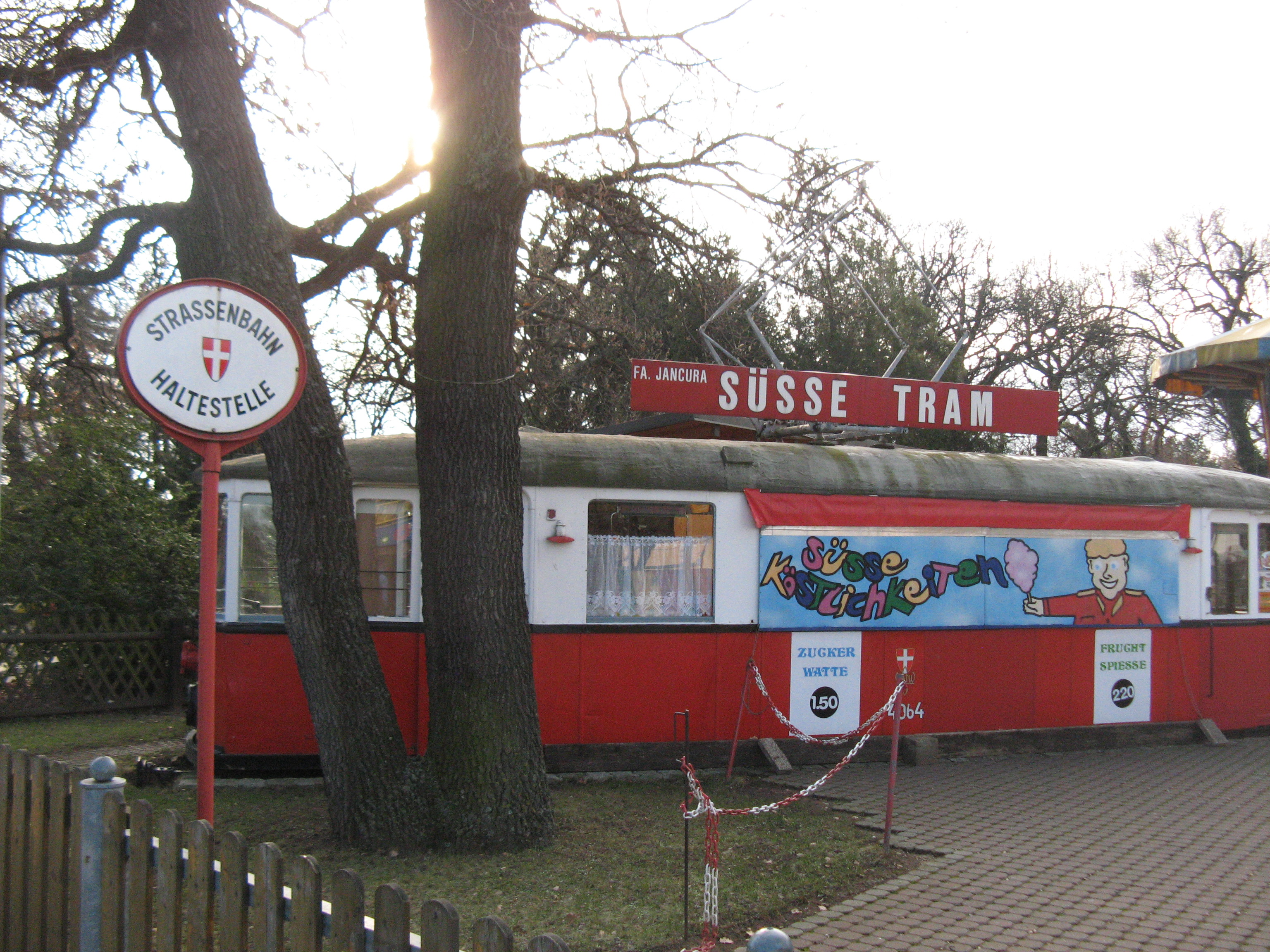
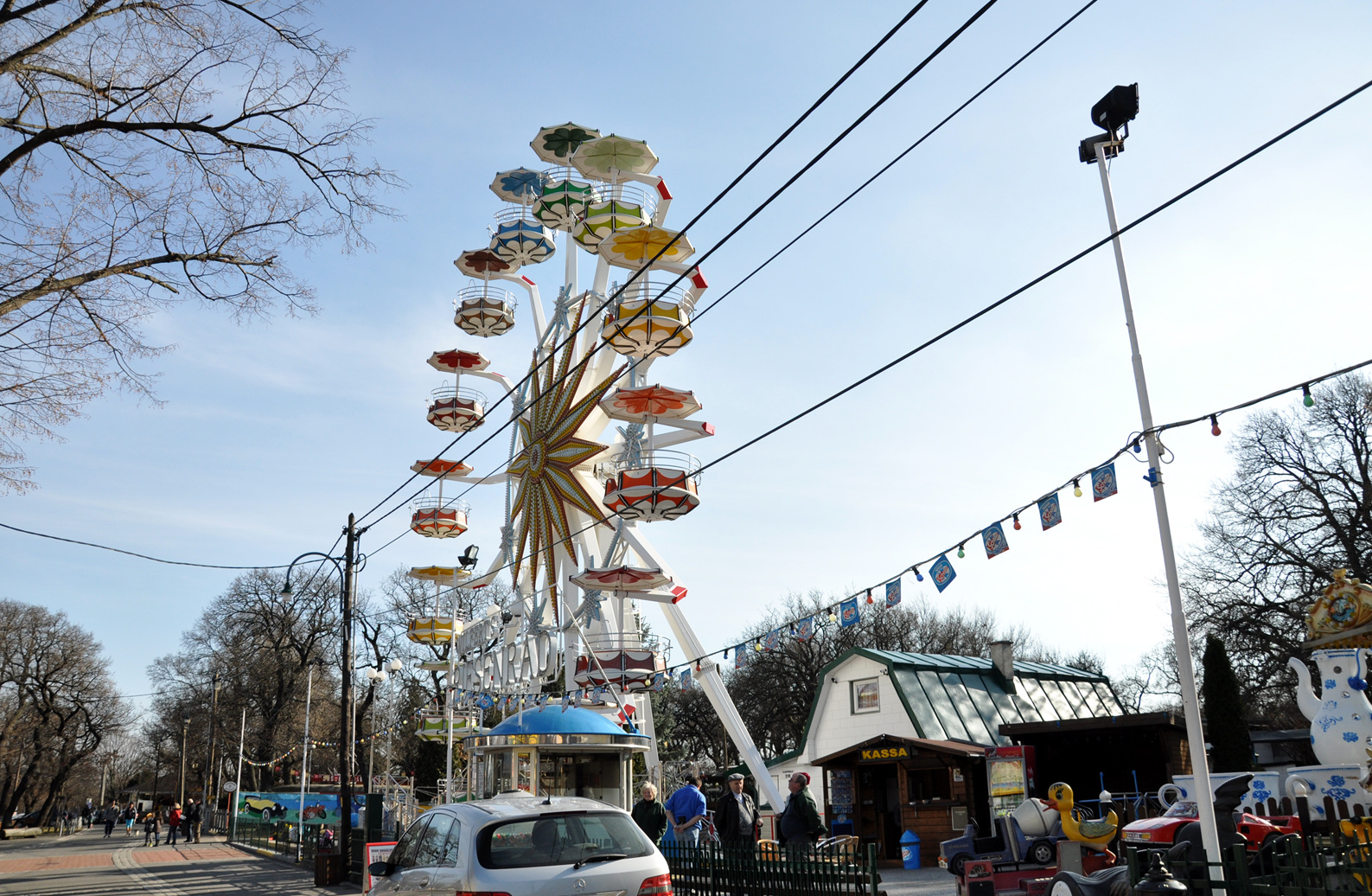
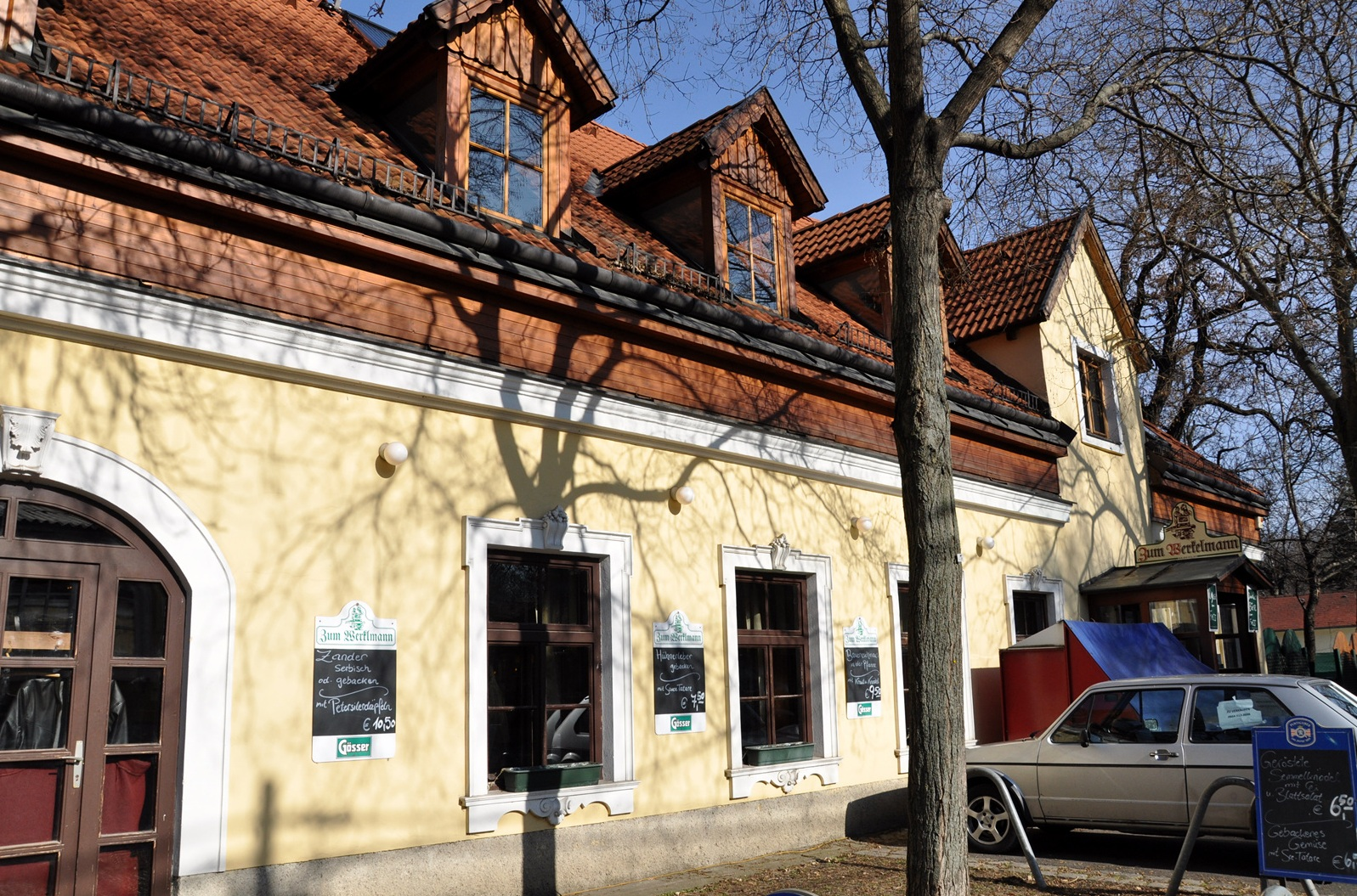
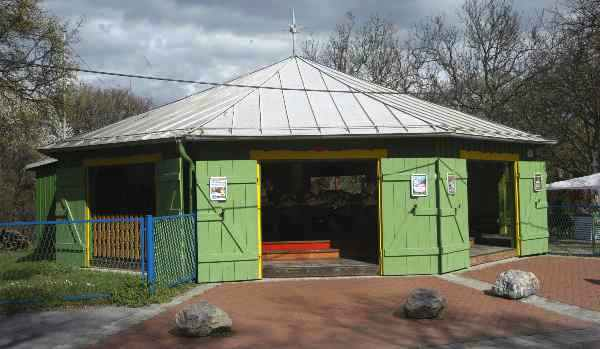
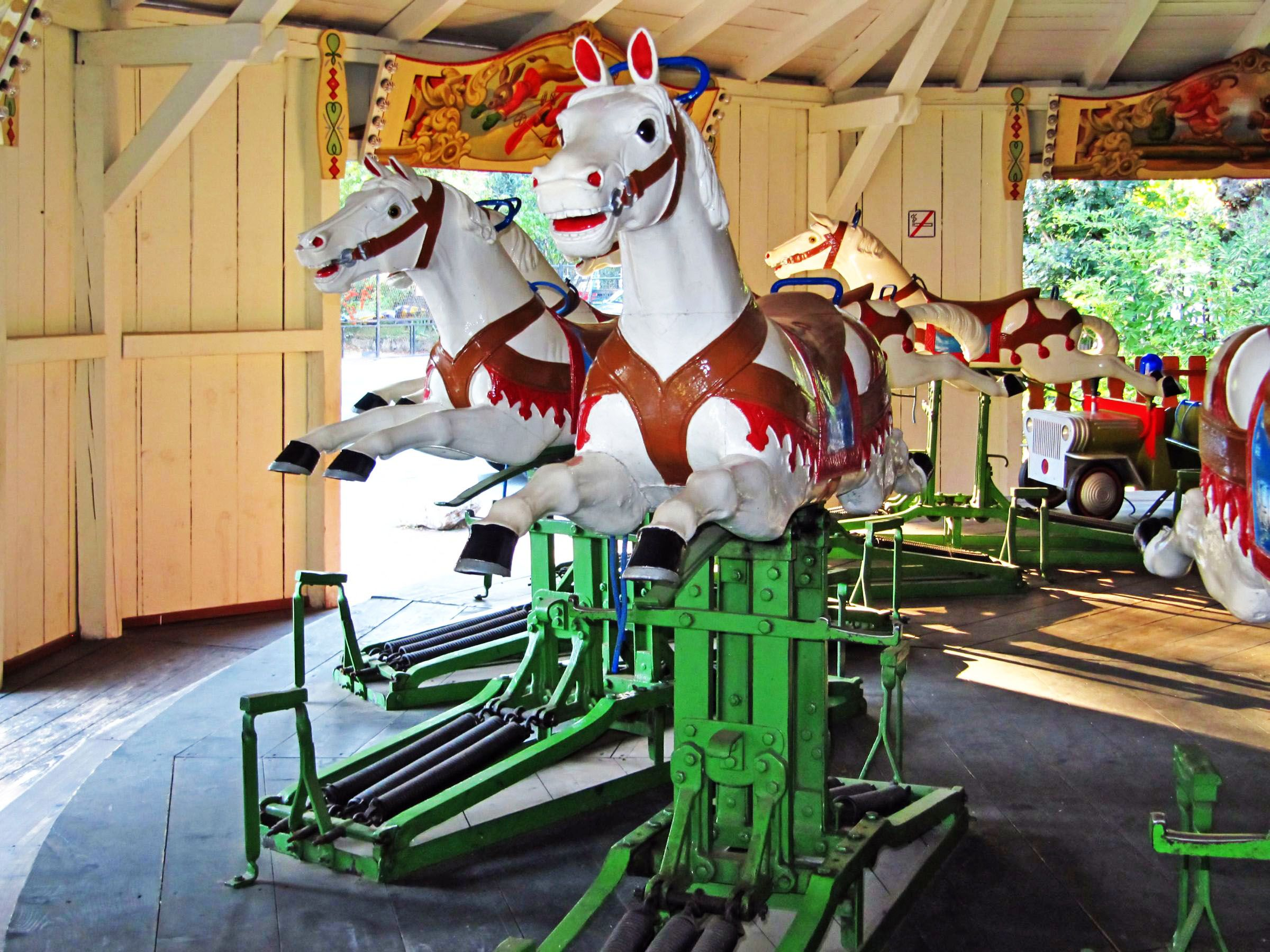

### Erholungsgebiet Laaer Wald
Die Kuppe des Laaer Berges war ursprünglich locker mit Flaumeichenmischwäldern bestanden, die seit dem späten 17. und dem 18. Jahrhundert zunehmend gerodet wurden, um Ziegeleien Platz zu machen. Dabei entstanden aus den Lehmgruben einige Ziegelteiche. In den frühen zwanziger Jahren des 20. Jh. wurden am Südhang des Laaer Berges von der Sascha Filmindustrie Monumentalfilme (Stummfilme) wie „Sodom und Gomorrha“ und „Die Sklavenkönigin“ gedreht (daher auch der Name Filmteich).
Der größte Teil des Laaer Bergs war ursprünglich weitgehend waldfrei und beherbergte eine für Wien einzigartige pannonische Flora. Aufgrund des Nebeneinanders von Trockenrasen und Feuchtstandorten bestand ein außergewöhnlicher Artenreichtum. Bereits 1905, als der Wiener Grüngürtel geplant wurde, bestand die Absicht 234 Hektar Wald am Laaer Berg aufzuforsten. Dieses Vorhaben wurde jedoch erst 1953 mit rund 50 Jahren Verspätung im Ausmaß von 40 Hektar begonnen. Aufgrund der geologischen Beschaffenheit und Trockenheit der Schotterböden kam es jedoch zu starken Ausfällen und nach drei Jahren war nur mehr ein Zehntel der aufgestockten Bäume am Leben. Daraufhin ließ die Stadt, die sich vom Vorhaben nicht abbringen lassen wollte, mit Baggern große Gräben ausheben, mit Erde verfüllen und die dort ausgepflanzten Bäume aufwändig künstlich bewässern. 1956–1970 wurden hier über 270.000 Bäume und Sträucher neu aufgeforstet. Erst 1982 konnte der nun gut angewachsene Wald der Öffentlichkeit zugänglich gemacht werden. Aus heutiger naturschutzfachlicher Sicht wird die damals gut gemeinte Aufforstung und Zerstörung der einzigartigen Trockenvegetation übereinstimmend negativ betrachtet.
Im Zuge der Aufforstung wurden Wanderwege angelegt und um die beiden ehemaligen Ziegelteiche Butterteich und Blauer Teich ein Vogelschutzgebiet geschaffen, das heute über 50 Vogelarten beherbergt. Seit 1982 steht der Laaer Wald der Bevölkerung als Erholungsgebiet zur Verfügung. Das ca. 40 Hektar große Areal ist eingezäunt und wird bei Einbruch der Dunkelheit geschlossen. Hunde sind im eingezäunten Areal nicht erlaubt. Zugänge bestehen beim Böhmischen Prater von der Laaer-Wald-Straße aus, im Süden von der Klemens-Dorn-Gasse und im Westen von der Laaer-Berg-Straße. Kinderspielplätze und Sitz- und Ruhegelegenheiten sowie eine Aussichtsplattform beim Butterteich stehen den Besuchern zur Verfügung. Seit 2006 befindet sich im Norden ein großes, traditionelles, holzgeschnitztes Tor aus dem rumänischen Maramuresch (in der k.u.k. Donaumonarchie Teil des Komitats Máramures, auf Deutsch damals oft Marmarosch geschrieben), das der Stadt Wien zum Geschenk gemacht wurde.

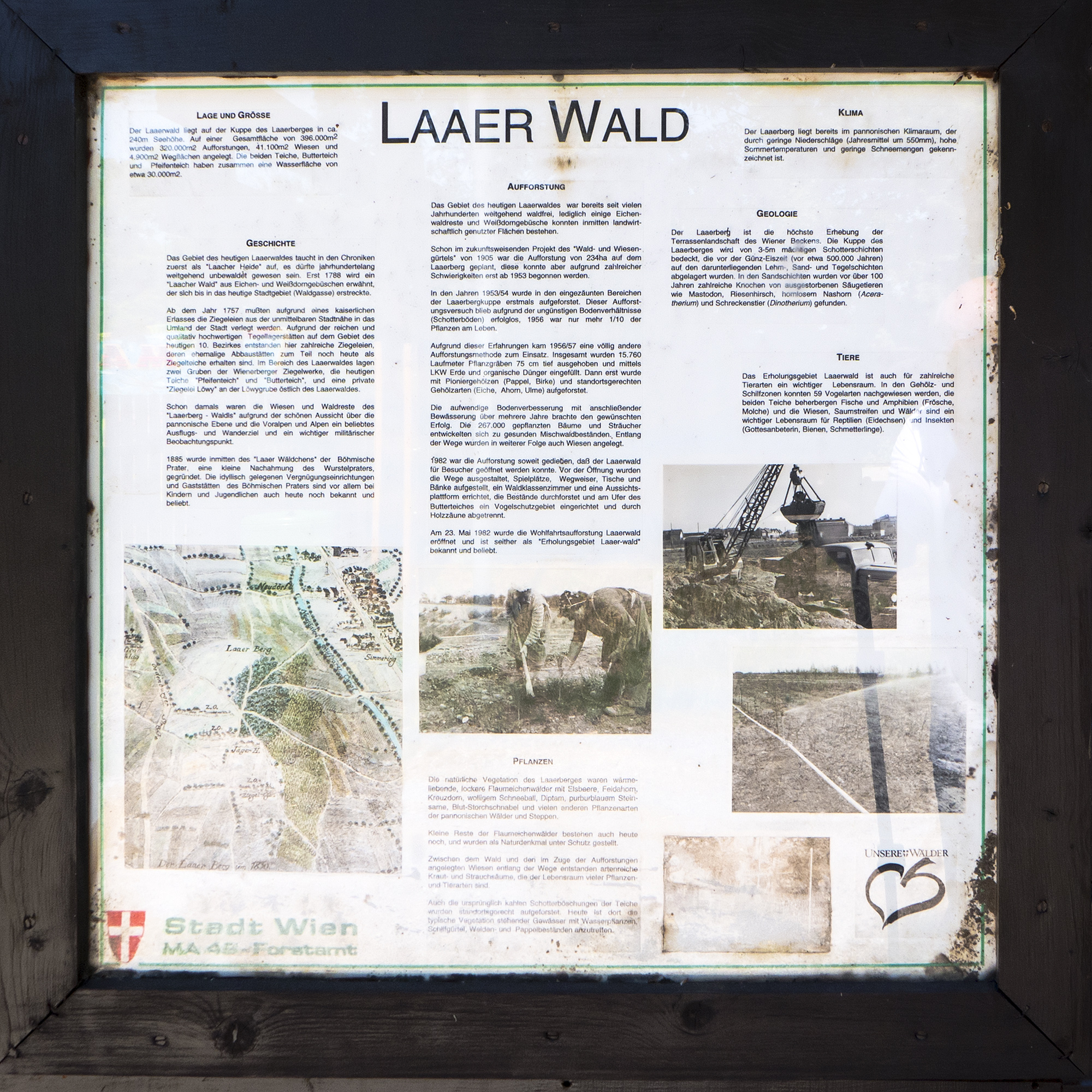
Info-Tafel
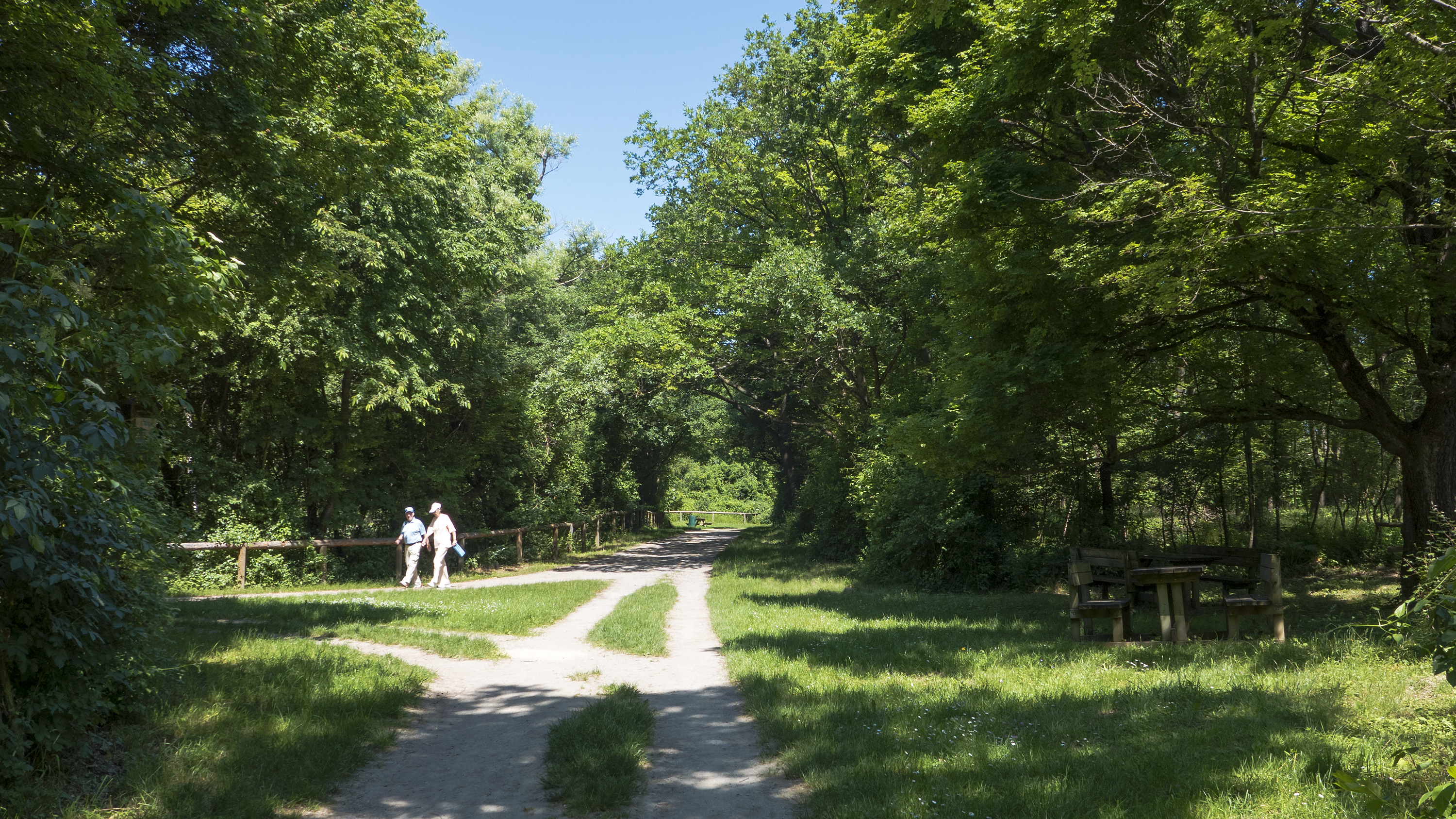
Waldweg
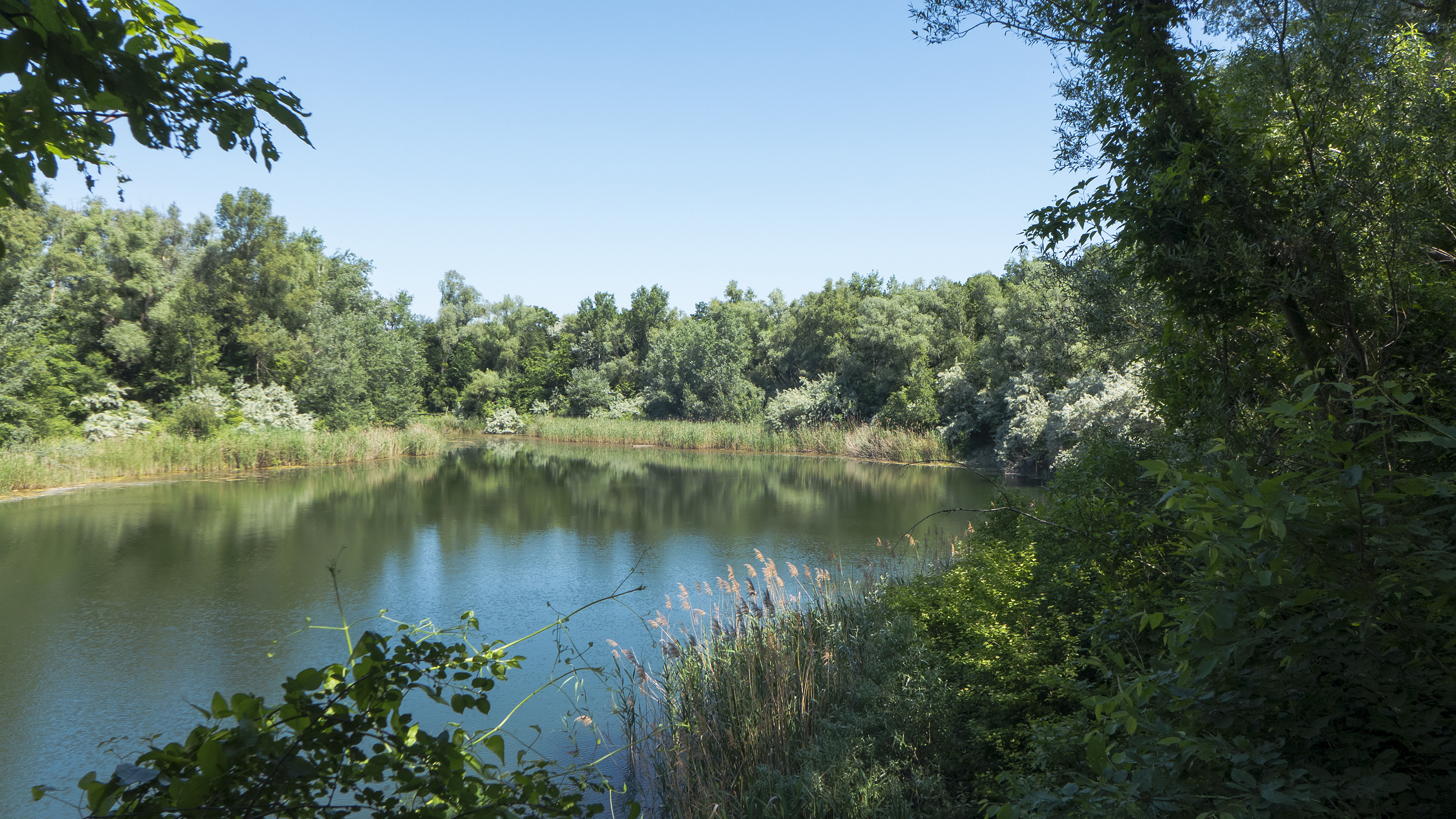
Butterteich
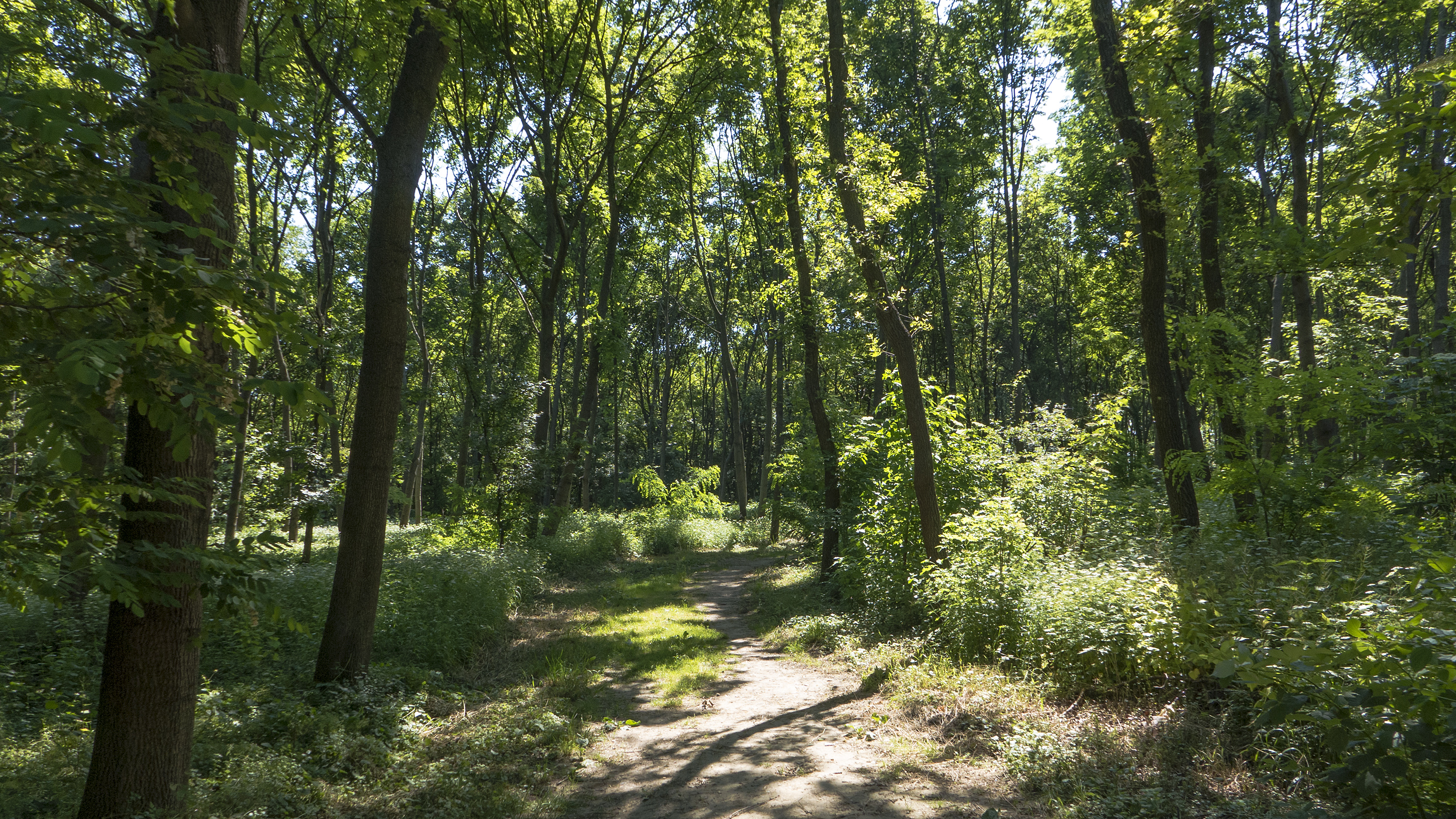
Waldweg
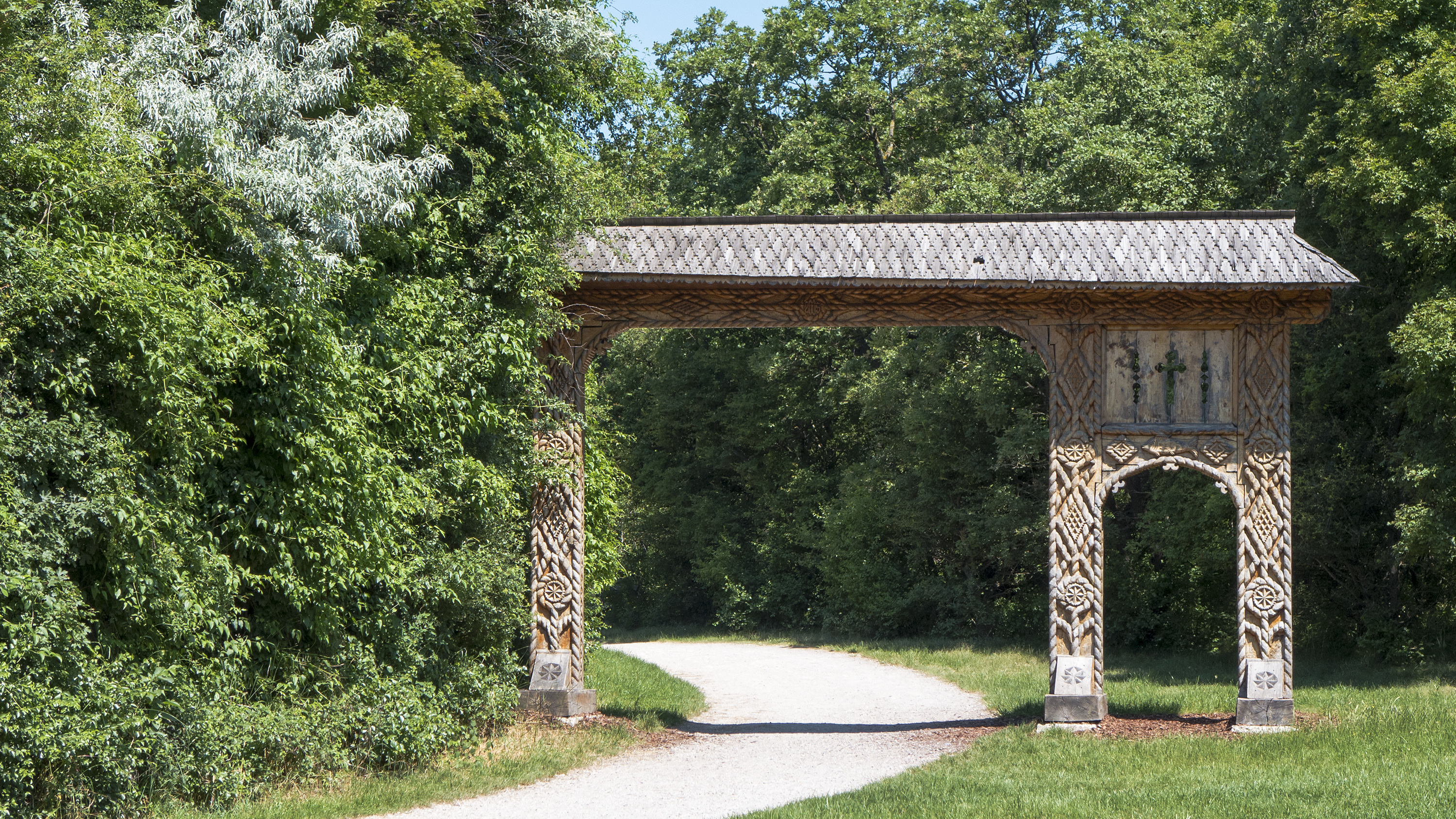
Holztor aus Maramuresch
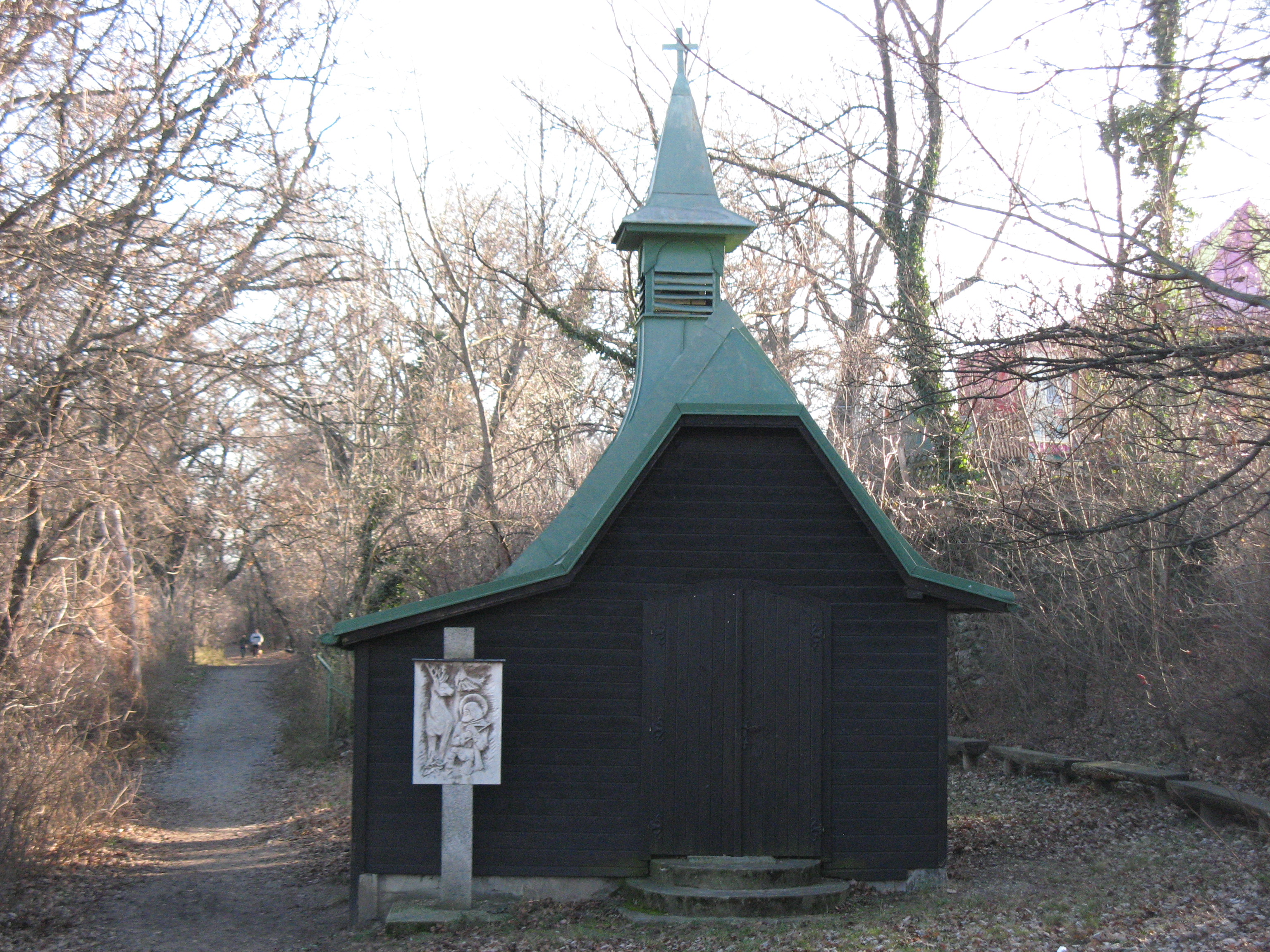
Anna-Kapelle